# Günther Schmidt
Günther Schmidt (Neumünster, 6 mei 1924 – 16 november 2013) was een Duits voetballer en voetbalcoach. In Nederland was hij in het seizoen 1957/58 de hoofdtrainer van Roda Sport.